# روبر شورر
روبر شورر (فرانسوی: Robert Schurrer‎؛ ۲۴ مارس ۱۸۹۰ – ۲۷ نوامبر ۱۹۷۲) دونده اهل فرانسه بود.
وی در مسابقات کشوری و بین‌المللی در مجموع برندهٔ ۱ مدال نقره شده‌است.